# Cosworth EC

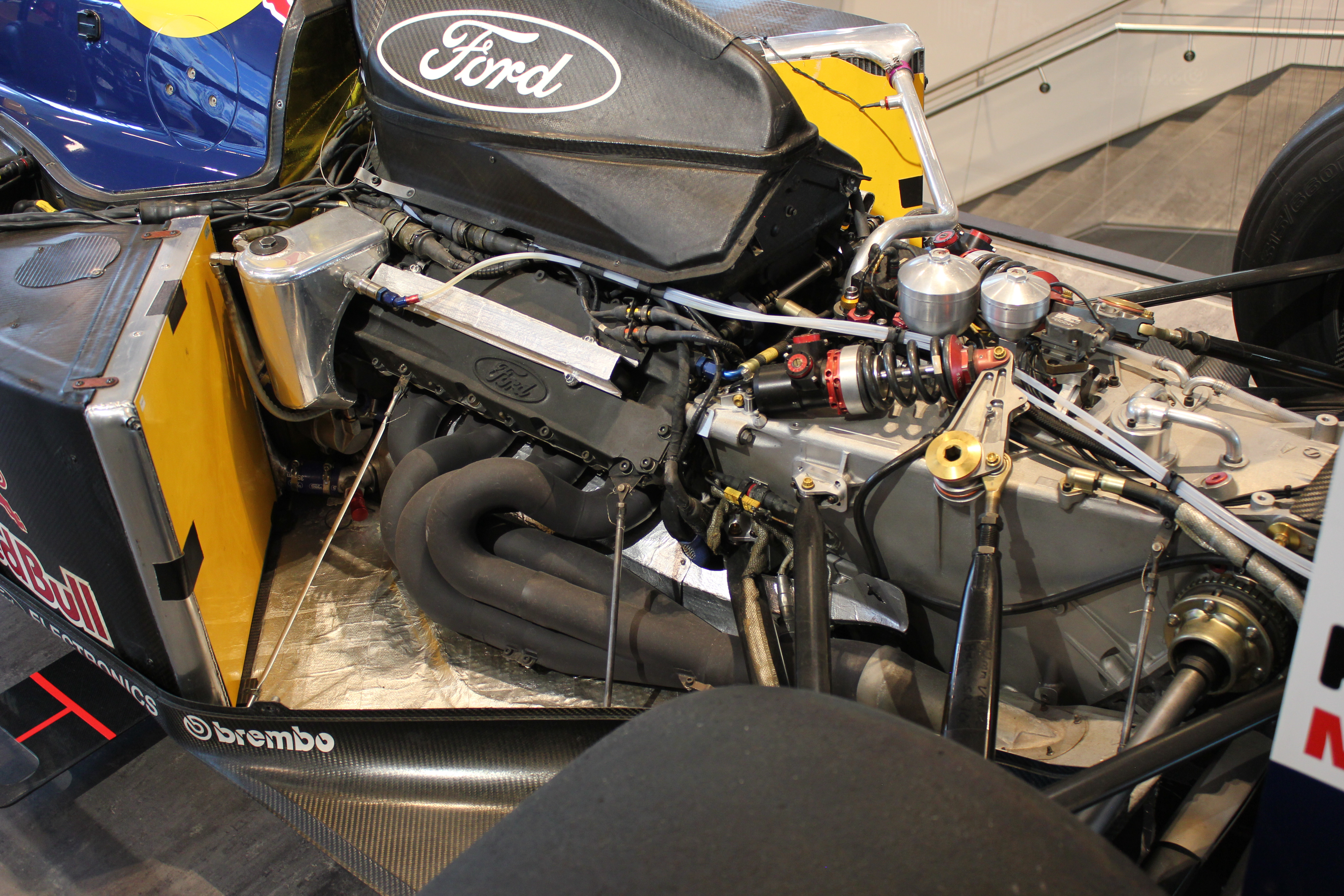
Ein Cosworth-ECA-Motor verbaut im Sauber C14

Der Cosworth EC ist ein von Cosworth gebauter und von Ford finanzierter Achtzylinder-Rennsportmotor mit 3,5 Litern Hubraum, der unter der Bezeichnung Ford Zetec-R exklusiv von Benetton in der Formel-1-Weltmeisterschaft 1994 eingesetzt wurde. Michael Schumacher gewann in diesem Jahr mit dem EC die Fahrerweltmeisterschaft. Die auf 3,0 Liter verkleinerte Version Cosworth ECA erschien, wiederum als Zetec-R bezeichnet, in der Saison 1995 bei Sauber, war dort aber weit weniger erfolgreich. Nach nur zwei Jahren ersetzte ihn 1996 der neu konstruierte Zehnzylindermotor Cosworth JD in der Funktion des Werksmotors. Als Kundenmotor spielte der ECA praktisch keine Rolle.

## Entstehungsgeschichte

Konstrukteur des EC: Cosworth

Financier: Ford

Der 1958 von Keith Duckworth und Mike Costin gegründete britische Motorenhersteller Cosworth war von 1967 an 17 Jahre lang mit dem 3,0 Liter großen Achtzylinder-Saugmotor DFV in der Formel-1-Weltmeisterschaft vertreten. Der von Ford finanzierte DFV war frei verfügbar und dominierte die Formel 1 der 1970er-Jahre. Cosworth verlor seine herrschende Stellung erst zu Beginn der 1980er-Jahre, als teure und leistungsstarke Turbomotoren die Weltmeisterschaften zu bestimmen begannen. Cosworth betrieb die Turbo-Formel-1 nur halbherzig und konnte mit dem erst 1986 fertiggestellten GBA nicht an alte Erfolge anknüpfen. Als die FIA für die Saison 1987 wieder Saugmotoren zuließ, stellte Cosworth innerhalb weniger Monate den DFZ auf die Beine, einen Achtzylinder-Saugmotor, der von dem mittlerweile 20 Jahre alten DFV abgeleitet war. Im darauf folgenden Jahr erschien mit dem DFR eine weiterentwickelte Version. Parallel dazu konstruierte Cosworth 1988 den HB, einen völlig neuen Saugmotor, der wieder als Achtzylinder ausgelegt war, aber keine Ähnlichkeiten mehr mit dem DFV hatte. Der HB ging als sogenannter Werksmotor ab 1989 zunächst vorrangig an das Benetton-Team, während die übrigen Cosworth-Kunden bis 1991 mit dem veralteten DFR beliefert wurden (sogenannte Kundenmotoren). Erst ab 1992 betrieb Cosworth auch das Kundengeschäft regulär mit HB-Motoren; allerdings waren dies jeweils deutlich ältere Versionen als Benetton. Cosworth und Benetton konnten auch mit den neuesten Versionen des HB nicht in den Kampf um die Weltmeisterschaft eingreifen. Die HBs hatten deutlich weniger Leistung als die Zehn- und Zwölfzylindermotoren von Renault und Honda; je nach Quelle betrug das Leistungsdefizit 70 bis 100 PS. Nur Benetton und McLaren (1993) gewannen mit dem HB-Motor einige Weltmeisterschaftsläufe; die übrigen Teams erreichten nur Positionierungen außerhalb der Podiumsplätze. 1994, in seiner letzten Saison, war der inzwischen klar unterlegene HB zum „Motor der Armen“ geworden.
Seit 1991 arbeitete Cosworth an einem Nachfolger für die HB-Reihe. Anfängliche Überlegungen waren auf einen Zwölfzylindermotor gerichtet; entsprechende Pressemitteilungen wurden anlässlich des Großen Preises von Kanada 1991 verbreitet und bis ins Frühjahr 1992 hinein wiederholt. Nachdem Cosworth bereits mit Detailarbeiten begonnen hatte, wurde das Zwölfzylinderprojekt Ende 1992 überraschend aufgegeben. Der Nachfolger der HB war stattdessen wiederum ein Achtzylindermotor, der einige Detaillösungen des nicht realisierten V-12-Cosworth übernahm. Ford förderte die Entwicklung des Motors mit 14 Mio £. Er erschien 1994 exklusiv bei Benetton und trug den werksinternen Code EC, wurde in der Öffentlichkeit aber aus Marketinggründen als Ford Zetec-R bezeichnet.
In seiner ursprünglichen Form als 3,5-Liter-Motor war der EC nur 1994 im Einsatz. Parallel dazu hatte Cosworth in diesem Jahr weiterhin die alten HB-Achtzylinder im Programm. Weil die FIA unter dem Eindruck der tödlichen Unfälle Roland Ratzenbergers und Ayrton Sennas beim Großen Preis von San Marino 1994 für die Saison 1995 das Hubraumlimit auf 3,0 Liter reduzierte, musste der EC nach seinem ersten Jahr überarbeitet werden. Kurzzeitig erwog Cosworth, die Regeländerungen zum Anlass zu nehmen, aus der Formel 1 auszusteigen. Zusammen mit Ford fiel dann aber die Entscheidung für eine Fortsetzung des Programms. Die Arbeiten an der 3,0-Liter-Version des EC begannen spät. Die neue Version hieß werksintern ECA und ging, nachdem Benetton zu Renault gewechselt war, 1995 exklusiv an das Schweizer Sauber-Team. Dort war der ECA nur ein Jahr lang im Einsatz. Ab 1996 stellte Cosworth stattdessen einen neu konstruierten Zehnzylindermotor als Werksmotor bereit.
Cosworths Kundenteams erhielten von 1995 bis 1997 überwiegend einfache Achtzylindermotoren der Baureihe ED, die nur geringe Ähnlichkeiten mit dem EC hatten. Allerdings ging eine etwas vereinfachte Version des ECA, die sich vom regulären Kundenmotor ED unterschied, 1996 an Forti Corse und 1997 an Mastercard Lola. Beide Rennställe waren finanziell angeschlagen und stellten den Rennbetrieb jeweils in der laufenden Saison ein, Lola schon nach dem ersten Weltmeisterschaftslauf. Der ECA konnte sich daher nicht gegen den regulären Kundenmotor ED durchsetzen.

## EC: Die 3,5-Liter-Version (1994)

### Technik
Für die dritte Saugmotorengeneration nach dem DFV/DFZ/DFR und dem HB entschied sich Cosworth ein weiteres Mal für das Achtzylinderkonzept. Tragender Grund war die Annahme, durch eine Beschränkung der beweglichen Teile im Vergleich zu Zehn- oder Zwölfzylindern das Gesamtgewicht und auch die Reibungsverluste reduzieren zu können. Der EC hat wie schon sein Vorgänger einen Zylinderbankwinkel von 75 Grad. Cosworth veränderte das Verhältnis von Bohrung und Hub zugunsten einer sehr großen Bohrung. Werksseitig wurden als Abmessungen 99,75 × 55,9 mm bekannt gegeben; das ergibt einen Hubraum von 3494,8 cm³. Der EC hat damit die größte Bohrung aller Motoren der Saison 1994; ähnliche Werte erreichte nur Renaults RS6-Zehnzylinder (98 mm). Die große Bohrung wirkte sich auch auf die Länge des Motors aus: Mit 620 mm war er ebenso lang wie die Zehnzylindermotoren von Honda, Peugeot und Renault; der V10 von Ilmor, der als Mercedes 1994 im Sauber-Team lief, war sogar 25 mm kürzer. Wie alle anderen Motoren der 1994er Generation hatte auch der EC zwei obenliegende Nockenwellen für jede Zylinderreihe, und für jeden Zylinder gab es zwei Ein- und zwei Auslassventile. Die Nockenwellen wurden über Ketten und Zahnräder angetrieben. Die Motorelektronik kam von Ford. Beim EC verwendete Cosworth erstmals teure Spezialmaterialien: Die Brennräume waren mit Keramik beschichtet, die Pleuel und Ventile bestanden aus Titan und die Kolben aus einer Magnesium-Kupfer-Nickel-Legierung. Ein Kolben wog nur 305 Gramm. Dennoch lag das Gewicht des EC mit 135 kg in etwa auf dem Niveau der aktuellen Zehnzylindermotoren. Die Motorleistung des EC wurde auf etwa 755 PS im Renn- und 765 PS im Qualifikationstrim geschätzt. Damit fehlten dem EC etwa 30 PS auf die stärksten Zehnzylindermotoren.
Der EC war im Betrieb ein sehr teurer Motor. Eine Revision war bereits nach 350 km fällig, sodass ein Motor nicht einmal ein komplettes Wochenende überstand.

### Renneinsatz: Benetton

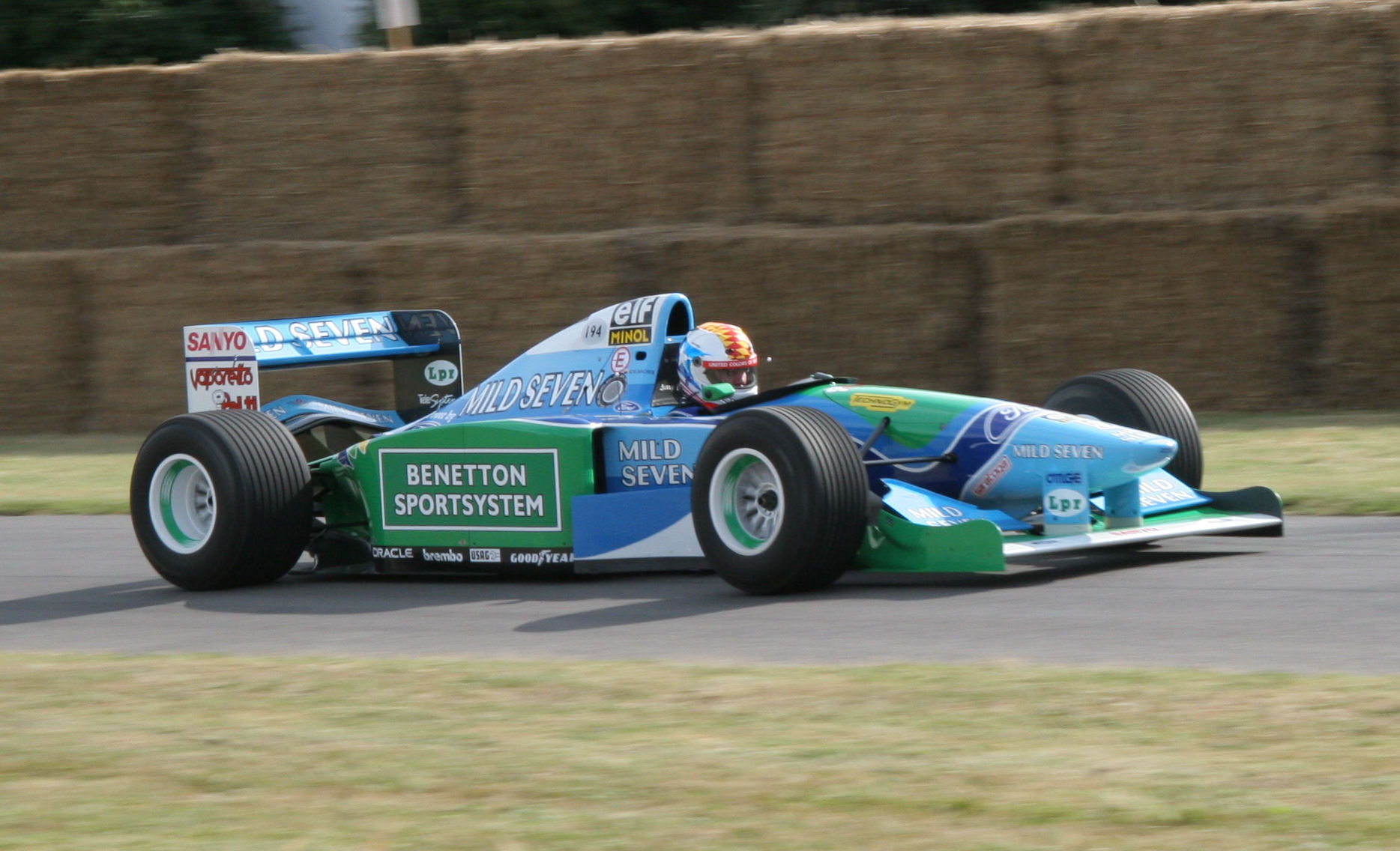
Benetton B194 mit EC-Motor

Das von Flavio Briatore und Tom Walkinshaw geleitete Team Benetton war seit 1987 Vorzugspartner von Cosworth und Ford und erhielt in dieser Zeit jeweils die neuesten und leistungsstärksten Motoren exklusiv. Der seit 1989 genutzte Cosworth-HB-Motor galt als zuverlässig, hatte aber trotz kontinuierlicher Weiterentwicklung je nach Quelle ein erhebliches Leistungsdefizit gegenüber den Zehn- bzw. Zwölfzylindern von Renault und Honda, sodass Benetton in den frühen 1990er-Jahren keine Aussicht auf den Gewinn der Weltmeisterschaft hatte. 1992 und 1993 beendete Benetton mit dem HB die Konstrukteursweltmeisterschaft jeweils auf Platz drei, Benettons Spitzenfahrer Michael Schumacher war Dritter (1992) bzw. Vierter (1993) der Fahrerwertung geworden.
Für 1994 ging der neu konstruierte EC erneut exklusiv an den Vorzugskunden Benetton. Zu Saisonbeginn wurde allgemein erwartet, dass Ayrton Senna und Williams-Renault erneut die Fahrer- und Konstrukteursweltmeisterschaft gewinnen würden. Das Benetton-Management forderte zwar eine signifikante Weiterentwicklung, erwartete aber nur einzelne Siege und keine Einflussnahme auf den Weltmeistertitel. Flavio Briatore gab Platz zwei der Konstrukteursmeisterschaft als Ziel aus. Schumacher gewann die ersten beiden Rennen des Jahres, während Senna Schwierigkeiten mit dem neuen Williams FW16 hatte. Nach Sennas tödlichem Unfall in Imola konnten weder Williams noch McLaren, die Spitzenteams der letzten Jahre, nachhaltig mit Benetton konkurrieren: Williams war durch den Tod Sennas „traumatisiert“ und trat für den Rest des Jahres überwiegend mit der jungen, unerfahrenen Fahrerpaarung aus Damon Hill und David Coulthard an, die das Potential des Williams FW16 nicht voll ausnutzen konnten. McLaren hatte mit Anpassungsschwierigkeiten an den neuen Motorenpartner Peugeot zu kämpfen. Schumacher gewann nach dem Tod Sennas noch sechs weitere Weltmeisterschaftsläufe, wurde allerdings auch zweimal disqualifiziert und für zwei Rennen gesperrt, weil er in Großbritannien eine Disqualifikation missachtet hatte. Am Ende des Jahres genügten acht Siege und zwei zweite Plätze, um Schumacher mit 103 Punkten zum Formel-1-Weltmeister 1994 zu machen. Allerdings wird zumeist die Auffassung vertreten, dass dieser Erfolg auf den besonderen Umständen des Jahres 1994 beruhte und Schumachers erster Titel „nicht wegen, sondern trotz“ des Cosworth-Achtzylinders zustande kam.

## ECA: Die 3,0-Liter-Version (1995 bis 1997)

### Technik
Im Juli 1994 begannen die Arbeiten an der 3,0-Liter-Version des EC. Aus Zeitmangel konnte Cosworth keinen komplett neuen Motor konstruieren. Vielmehr passten die Ingenieure den Block des EC nur an die neue Hubraumgrenze an. Der Hubraum des ECA genannten Motors beträgt 2994 cm³. Über das Verhältnis von Bohrung und Hub des nun ECA genannten Motors gab es keine konkreten Angaben. Weiterhin wurden Spezialmaterialien wie Titan, Magnesium und auch Kunststoffe verwendet. Der ECA war mit 610 mm nur 10 mm kürzer als der 3,5 Liter große Vorgänger EC. Die meisten Zehnzylindermotoren hatten ähnliche Abmessungen. Im Vergleich zum EC war das Gewicht mit 130 kg nur um 5 kg gesunken. Damit war er ähnlich schwer wie die Zehnzylindermotoren von Renault (132 kg) und Mugen (135 kg), während die V10-Blöcke von Ilmor (120 kg) und Yamaha (117 kg) wie auch der Zwölfzylinder von Ferrari (118 kg) deutlich leichter waren. Die Maximaldrehzahl des ECA lag bei 15.300 Umdrehungen pro Minute im Qualifikationsmodus, während der Renault-Motor bereits über 16.000 und der Ferrari-Motor sogar über 17.000 Umdrehungen pro Minute schaffte. Die Höchstleistung des Cosworth-Achtzylinders wurde auf 625 bis 640 PS geschätzt. Renault und Ferrari lagen bereits bei über 700 PS.  Nach ersten Testläufen auf dem Prüfstand wurde der ECA im Januar 1995 in Zürich öffentlich vorgestellt, und im Februar 1995 fanden die ersten Testfahrten mit Sauber statt.

### Renneinsätze

#### 1995: Sauber

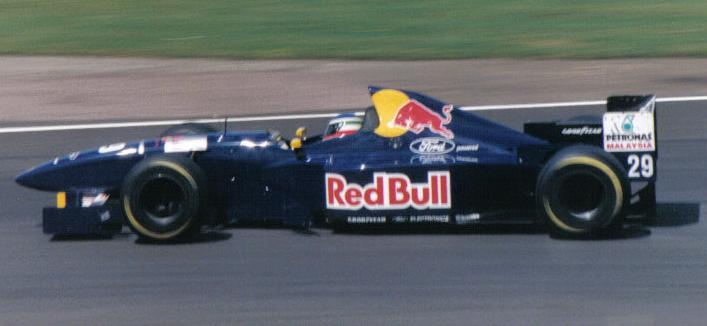
Sauber C14 mit ECA-Motor (1995)

Peter Saubers Schweizer Team Sauber Motorsport erschien 1993 in der Formel 1 mit Ilmor-Motoren, die als Mercedes bezeichnet wurden. Mit Beginn der Saison 1995 ging Mercedes eine Partnerschaft mit McLaren ein, die 20 Jahre lang Bestand hatte. Da McLaren wie üblich auf einer Exklusivbeziehung bestand, fiel Sauber künftig als Motorenpartner aus. Nachdem Cosworth mit dem Versuch gescheitert war, Jordan Grand Prix als künftigen Exklusivpartner zu gewinnen – Eddie Jordan konnte stattdessen im Herbst 1994 die Peugeot-Motoren übernehmen, die bis dahin bei McLaren gefahren waren –, wählte Cosworth im November 1994 Sauber als neues Werksteam aus, das insoweit die Rolle von Benetton Formula übernahm. Die Beziehung, zu der auch eine personelle Verflechtung von Sauber und Cosworth gehörte, war auf zwei Jahre angelegt.
Sauber erhielt 1995 exklusiv den 3,0-Liter-ECA-Motor. Er harmonierte nicht mit dem Sauber C14, der im Spätsommer 1994 noch für die Aufnahme des deutlich leichteren Mercedes-Motors konzipiert worden war. Weil die Entscheidung für den Cosworth-Motor erst spät fiel, konnten die Sauber-Ingenieure den C14 nur oberflächlich an den ECA-Motor anpassen. Das wirkte sich nachteilig auf das Fahrverhalten aus, das als unberechenbar („erratic“) beschrieben wurde; außerdem war die Aerodynamik des C14 nicht effizient. Sauber konnte 1995 mit dem ECA nicht an die Erfolge anknüpfen, die Benetton im Vorjahr mit der Ursprungsversion EC erzielt hatte. Der dritte Platz Heinz-Harald Frentzens beim Großen Preis von Italien war das beste Ergebnis des Teams in diesem Jahr und zugleich die einzige Podiumsplatzierung, die der ECA in seiner dreijährigen Geschichte erzielte. Frentzen wurde im Laufe des Jahres noch einmal Vierter, zweimal Fünfter und viermal Sechster. Sein Teamkollege Karl Wendlinger kam bei sechs Rennen gar nicht, Wendlingers Ersatz Jean-Christophe Boullion bei elf Rennen nur zweimal in den Punkterängen ins Ziel. Boullions bestes Ergebnis war der fünfte Platz in Deutschland. Am Jahresende wurde Sauber mit 18 Punkten Siebter der Konstrukteurswertung, Frentzen war Neunter der Fahrerweltmeisterschaft. Sauber war damit 1995 das mit Abstand beste Cosworth-Team. Von den vier Kundenteams, die in diesem Jahr durchgängig ED-Motoren einsetzten, konnte nur noch Minardi einen Weltmeisterschaftspunkt erzielen. Simtek, Pacific und Forti Corse blieben ohne Punkte.
In der Saison 1996 erhielt Sauber komplett neu entwickelte Zehnzylindermotoren, die vom Hersteller als Cosworth JD bezeichnet wurden, von Ford hingegen wiederum unter der Bezeichnung Zetec-R gemeldet wurden.

#### 1996: Forti Corse

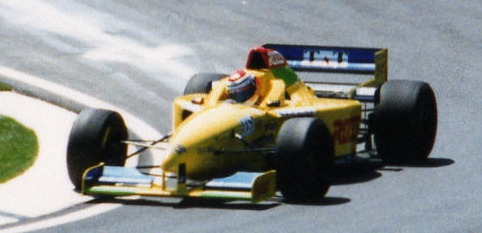
Forti FG01B (1996)

Forti FG03 (1996)

Das Team Forti Corse aus Alessandria debütierte, nachdem es viele Jahre in der Formel 3000 erfolgreich gewesen war, 1995 in der Formel 1. Das Formel-1-Engagement fußte wesentlich auf den Zahlungen der von Pedro Diniz vermittelten Sponsoren. Forti trat 1995 mit einem Cosworth-ED-Kundenmotor und einem Chassis an, das auf den Fondmetal GR02 von 1992 zurückging. Diniz und sein Teamkollege Roberto Moreno waren in der gesamten Saison die langsamsten Fahrer; bei ihren Zielankünften waren sie oft fünf- oder sechsmal überrundet worden, in Argentinien sogar neunmal.
Für die zweite Saison ging Guido Forti einen Vertrag über die teuren ECA-Kundenmotoren ein, die seinen Rennstall von den anderen Cosworth-Kundenteams abheben sollten. Als Pedro Diniz im Winter 1995/1996 überraschend zu Ligier wechselte und seine Sponsoren mitnahm, geriet Fortis Finanzierung in Schieflage. Die Fertigstellung des Chassis für die Saison 1995 verzögerte sich, sodass das Team in den ersten fünf Saisonrennen 1996 weiter die veralteten FG01 in einer B-Version einsetzen musste. Fortis Piloten Andrea Montermini und Luca Badoer hatten Schwierigkeiten, sich nach der 107-Prozent-Regel zu qualifizieren, die mit Blick auf Fortis schwache Leistungen 1995 zu Saisonbeginn eingeführt worden war, um bei den Rennen ein einigermaßen gleichmäßiges Teilnehmerfeld zu haben. Mit Hilfe des neuen Sponsors Fin First gelang es Forti schließlich, zum Großen Preis von San Marino 1996 den neuen FG03 fertigzustellen, der ebenfalls vom Kunden-ECA angetrieben wurde. Einen problemlosen Rennbetrieb gab es allerdings mit ihm nicht. Fortis Sponsor Fin First erbrachte die versprochenen Zahlungen nicht. Daraufhin kam es zum Kollaps des Teams. Montermini und Badoer konnten beim GP von Großbritannien nur noch einige Runden drehen, um der Anwesenheitspflicht zu genügen. Beim anschließenden Weltmeisterschaftslauf in Deutschland verließen die Forti die Box nicht mehr, da Cosworth keine Motoren mehr an den Rennstall auslieferte. Danach stellte Forti Corse den Rennbetrieb ein. Insgesamt fuhr Badoer sechs und Montermini vier Rennen mit dem ECA-Kundenmotor. Badoer verpasste vier-, Montermini fünfmal die Qualifikation. Das beste Ergebnis des Kundenmotors waren zwei zehnte Plätze in Argentinien (Montermini im FG01) und San Marino (Badoer im FG03).

#### 1997: Lola

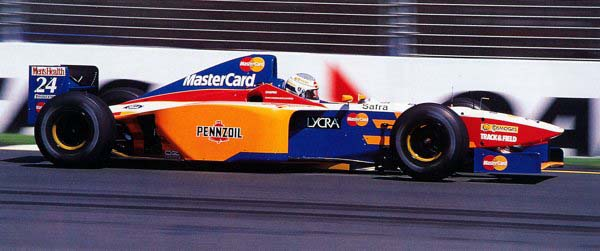
Lola 97/30 mit ECA-Motor (1997)

Der britische Rennwagenhersteller Lola Cars hatte seit den 1970er-Jahren wiederholt Kundenfahrzeuge für Formel-1-Teams konstruiert, war selbst aber nie mit einem Werksteam in der Weltmeisterschaft engagiert gewesen. Lolas Kunden waren Embassy Hill (1974 und 1975), Larrousse (1987 bis 1991) und BMS Scuderia Italia (1993). Nachdem die Saison 1993 desaströs verlaufen war, fand Lola zunächst kein weiteres Kundenteam in der Formel 1. Im Herbst 1996 entschloss sich der Unternehmensgründer Eric Broadley zu dem ersten werksseitigen Formel-1-Engagement, das nach ursprünglichen Planungen 1998 erfolgen sollte, dann aber – wahrscheinlich auf Drängen des Sponsors Mastercard – kurzfristig auf 1997 vorverlegt wurde. Lola hatte in den verbleibenden Monaten nicht genügend Zeit, ein neues Chassis zu konstruieren. Deshalb beschränkte sich das Unternehmen auf die Überarbeitung des Prototyps T95/30, der bereits 1994 für die Saison 1995 aufgebaut worden war, aber nie eingesetzt wurde. Daraus entstand der T97/30, den Lola mit einem ECA-Achtzylinder ausrüstete. Mit ihm hob sich Lola von der Tyrrell Racing Organisation ab, die als letztes Cosworth-Kundenteam einen ED-Achtzylinder einsetzte. Allerdings gibt es Anhaltspunkte dafür, dass Tyrrells zum ED4 weiterentwickelter Motor inzwischen mindestens genauso leistungsstark war wie der ECA, den Cosworth seit 1995 nicht mehr überarbeitet hatte. Für Broadley sollte der Cosworth-Motor nur eine Übergangslösung sein, bis ein eigener, in Lolas Auftrag von Melling Sportscars entwickelter Zehnzylindermotor einsatzbereit war.
Lolas Formel-1-Projekt war schlecht vorbereitet und schwach finanziert. Beim Auftaktrennen in Australien verpassten die Lola-Piloten Vincenzo Sospiri und Ricardo Rosset die Qualifikation nach Maßgabe der 107-Prozent-Regel um 6 bzw. 9 Sekunden. Beim anschließenden Rennen in Brasilien erschienen die Autos noch in der Boxengasse, sie wurden aber nicht mehr komplettiert. Nach der verpassten Qualifikation in Australien kündigte Eric Broadley an, umgehend mit der Konstruktion eines neuen Autos für die Formel 1 zu beginnen, doch daraus wurde nichts. Zwei Tage nach dem Rennen in Australien beendete Sponsor Mastercard die Vereinbarung mit Lola, was zu einer Insolvenz des Rennstalls und des Mutterunternehmens Lola Cars führte.

## Statistik
| Saison                                | Team          | Chassis | Nr.            | Fahrer | 1   | 2   | 3   | 4   | 5   | 6   | 7   | 8   | 9   | 10  | 11  | 12  | 13  | 14  | 15  | 16  | 17  | Punkte | Rang |
| ------------------------------------- | ------------- | ------- | -------------- | ------ | --- | --- | --- | --- | --- | --- | --- | --- | --- | --- | --- | --- | --- | --- | --- | --- | --- | ------ | ---- |
| Cosworth EC 3,5 Liter V8 Werksmotor   |               |         |                |        |     |     |     |     |     |     |     |     |     |     |     |     |     |     |     |     |     |        |      |
| 1994                                  |               |         |                |        |     |     |     |     |     |     |     |     |     |     |     |     |     |     |     |     |     |        |      |
| Mild Seven Benetton Ford              | Benetton B194 | 5       | M. Schumacher  | 1      | 1   | 1   | 1   | 2   | 1   | 1   | DSQ | DNF | 1   | DSQ |     |     | 1   | 2   | DNF |     | 103 | 2      |      |
| Mild Seven Benetton Ford              | Benetton B194 | 5       | JJ Lehto       |        |     |     |     |     |     |     |     |     |     |     | 8   | DNF |     |     |     |     | 103 | 2      |      |
| Mild Seven Benetton Ford              | Benetton B194 | 6       | J. Verstappen  | DNF    | DNF |     |     |     |     | DNF | 8   | DNF | 3   | 3   | DNF | 5   | DNF |     |     |     | 103 | 2      |      |
| Mild Seven Benetton Ford              | Benetton B194 | 6       | JJ Lehto       |        |     | DNF | 7   | DNF | 6   |     |     |     |     |     |     |     |     |     |     |     | 103 | 2      |      |
| Mild Seven Benetton Ford              | Benetton B194 | 6       | J. Herbert     |        |     |     |     |     |     |     |     |     |     |     |     |     |     | DNF | DNF |     | 103 | 2      |      |
| Cosworth ECA 3,0 Liter V8 Werksmotor  |               |         |                |        |     |     |     |     |     |     |     |     |     |     |     |     |     |     |     |     |     |        |      |
| 1995                                  |               |         |                |        |     |     |     |     |     |     |     |     |     |     |     |     |     |     |     |     |     |        |      |
| Red Bull Sauber Ford                  | Sauber C14    | 29      | K. Wendlinger  | DNF    | DNF | DNF | 13  |     |     |     |     |     |     |     |     |     |     |     | 10  | DNF | 18  | 7      |      |
| Red Bull Sauber Ford                  | Sauber C14    | 29      | J.-C. Boullion |        |     |     |     | 8   | DNF | DNF | 9   | 5   | 10  | 11  | 6   | 12  | DNF | DNF |     |     | 18  | 7      |      |
| Red Bull Sauber Ford                  | Sauber C14    | 30      | H.-H. Frentzen | DNF    | 5   | 6   | 8   | 6   | DNF | 10  | 6   | DNF | 5   | 4   | 3   | 6   | DNF | 7   | 8   | DNF | 18  | 7      |      |
| Cosworth ECA 3,0 Liter V8 Kundenmotor |               |         |                |        |     |     |     |     |     |     |     |     |     |     |     |     |     |     |     |     |     |        |      |
| 1996                                  |               |         |                |        |     |     |     |     |     |     |     |     |     |     |     |     |     |     |     |     |     |        |      |
| Forti Corse                           | Forti FG01B   | 22      | L. Badoer      | DNQ    | 11  | DNF | DNQ |     |     |     |     |     |     |     |     |     |     |     |     |     | 0   | -      |      |
| Forti Corse                           | Forti FG01B   | 23      | A. Montermini  | DNQ    | DNF | 10  | DNQ | DNQ |     |     |     |     |     |     |     |     |     |     |     |     | 0   | -      |      |
| Forti Corse                           | Forti FG03    | 22      | L. Badoer      |        |     |     |     | 10  | DNF | DNQ | DNF | DNF | DNQ | DNP |     |     |     |     |     |     | 0   | -      |      |
| Forti Corse                           | Forti FG03    | 23      | A. Montermini  |        |     |     |     |     | DNS | DNQ | DNF | DNF | DNQ | DNP |     |     |     |     |     |     | 0   | -      |      |
| 1997                                  |               |         |                |        |     |     |     |     |     |     |     |     |     |     |     |     |     |     |     |     |     |        |      |
| Mastercard Lola                       | Lola T97/30   | 24      | V. Sospiri     | DNQ    | DNP |     |     |     |     |     |     |     |     |     |     |     |     |     |     |     | 0   | –      |      |
| Mastercard Lola                       | Lola T97/30   | 25      | R. Rosset      | DNQ    | DNP |     |     |     |     |     |     |     |     |     |     |     |     |     |     |     | 0   | –      |      |

| Legende  | Legende            | Legende                                                          |
| Farbe    | Abkürzung          | Bedeutung                                                        |
| -------- | ------------------ | ---------------------------------------------------------------- |
| Gold     | –                  | Sieg                                                             |
| Silber   | –                  | 2. Platz                                                         |
| Bronze   | –                  | 3. Platz                                                         |
| Grün     | –                  | Platzierung in den Punkten                                       |
| Blau     | –                  | Klassifiziert außerhalb der Punkteränge                          |
| Violett  | DNF                | Rennen nicht beendet (did not finish)                            |
| Violett  | NC                 | nicht klassifiziert (not classified)                             |
| Rot      | DNQ                | nicht qualifiziert (did not qualify)                             |
| Rot      | DNPQ               | in Vorqualifikation gescheitert (did not pre-qualify)            |
| Schwarz  | DSQ                | disqualifiziert (disqualified)                                   |
| Weiß     | DNS                | nicht am Start (did not start)                                   |
| Weiß     | WD                 | zurückgezogen (withdrawn)                                        |
| Hellblau | PO                 | nur am Training teilgenommen (practiced only)                    |
| Hellblau | TD                 | Freitags-Testfahrer (test driver)                                |
| ohne     | DNP                | nicht am Training teilgenommen (did not practice)                |
| ohne     | INJ                | verletzt oder krank (injured)                                    |
| ohne     | EX                 | ausgeschlossen (excluded)                                        |
| ohne     | DNA                | nicht erschienen (did not arrive)                                |
| ohne     | C                  | Rennen abgesagt (cancelled)                                      |
| ohne     | keine WM-Teilnahme |                                                                  |
| sonstige | P/fett             | Pole-Position                                                    |
| sonstige | 1/2/3/4/5/6/7/8    | Punktplatzierung im Sprint-/Qualifikationsrennen                 |
| sonstige | SR/kursiv          | Schnellste Rennrunde                                             |
| sonstige | *                  | nicht im Ziel, aufgrund der zurückgelegten Distanz aber gewertet |
| sonstige | ()                 | Streichresultate                                                 |
| sonstige | unterstrichen      | Führender in der Gesamtwertung                                   |